# Ondernemershuis Paramaribo
Het Ondernemershuis Paramaribo (OHP) is een ondernemersplatform in Paramaribo, Suriname.
Het Ondernemershuis werd in 2018 in Paramaribo als sociale onderneming opgericht door de Surinaams-Nederlandse onderneemster Mila Bahadoersing . Het initiatief werd genomen nadat zij twee jaar eerder een handelsmissie naar Suriname hadden georganiseerd voor ondernemers in Nederland. Het OHP was aanvankelijk gevestigd aan de Van Roseveltkade en verhuisde op 24 oktober 2020 naar de Henck Arronstraat 18 / Mgr Wulfingstraat. Het pand is eigendom van het Bisdom Paramaribo. Hier was voorheen een rooms-katholieke meisjesschool gevestigd.
Het huis stimuleert lokale bedrijven met werk- en ontmoetingsplekken, advisering en coaching, en legt de verbinding tussen bedrijven en organisaties in Suriname en Nederland. In de eerste vijf jaar zijn drie handelsmissies uit Nederland naar Suriname georganiseerd. Daarnaast namen Surinaamse ondernemers samen deel aan beurzen in Nederland. Verder worden er geregeld gastsprekers uitgenodigd, zoals minister Saskia Walden van onder meer Ondernemerschap, Winston Ramautarsing (VES) en Bryan Renten (VSB). Sinds 2022 organiseert het OHP de Mastermind Ondernemerschap die gebaseerd is op het boek Think and grow rich (1937) van Napoleon Hill.